# Voces de Santa Lucía
Voces de Santa Lucía es un documental uruguayo que reúne una decena de testimonios de sobrevivientes de la dictadura cívico-militar uruguaya en la localidad de Santa Lucía, departamento de Canelones, Uruguay.

## Reseña
Este cortometraje documental fue programado y trabajado por el Movimiento de Mujeres de Santa Lucía "Prof. Nilda Irazoqui", quienes desde 2013 recorrieron todo el pueblo para contactar a personas que estuvieran dispuestas a realizar en público sus testimonios sobre violaciones a los derechos humanos que sufrieron durante la dictadura cívico-militar en Uruguay. Luego del primer encuentro público, las organizadoras solicitaron la colaboración honoraria del realizador Marcos Oyarzábal para registrar estas historias en un segundo encuentro público que se transformaría en este un documental. 
Para la realización de la película se contó también con la colaboración voluntaria de Espika FM que aportó los galpones de esta radio comunitaria para las filmaciones.
Fue dirigido por Marcos Oyarzábal, producido por Caminito Films. Declarado de Interés Cultural por el Ministerio de Educación y Cultura (MEC), el material es una pieza referencial para acceder a testimonios de víctimas del terrorismo de Estado uruguayo del "interior" del país. 
Presente en el estreno en Montevideo, que tuvo lugar en la Institución Nacional de Derechos Humanos (INDDHH) el 18 de agosto de 2017, Marcos Carámbula, ex intendente de Canelones, opinó que este documental ayuda al "rescate de los testimonios del interior profundo, donde Canelones y muchos otros pueblitos del interior del departamento tienen mucho que decir, mucho para aportar a la memoria colectiva, y esta iniciativa de Voces de Canelones va a posibilitar que no se pierdan”, comentó.
El film ha sido ganador de una mención especial de jurado en el 8.º Festival Internacional de Cine Documental del Uruguay Atlantidoc, seleccionado para participar en el 16 Festival Internacional de Derechos Humanos en Buenos Aires. Además fue incluido por el Movimento de Justiça e Direitos Humanos de Brasil para exhibición del documental dentro de sus actividades previstas en Passo Fundo, Río Grande del Sur, Brasil. También fue exhibido en 2018 en un festival de cine de derechos humanos de París, Francia.
Como representante de Mujeres de Santa Lucía, la profesora María Julia Listur junto a otras personas formaron el colectivo "Voces de Canelones", que recoge testimonios de la resistencia popular y gremial en distintos lugares de este departamento. Este proyecto cuenta con el apoyo de la Intendencia de Canelones, el Ministerio de Educación y Cultura (MEC) y la Institución Nacional de Derechos Humanos (INDDHH). 

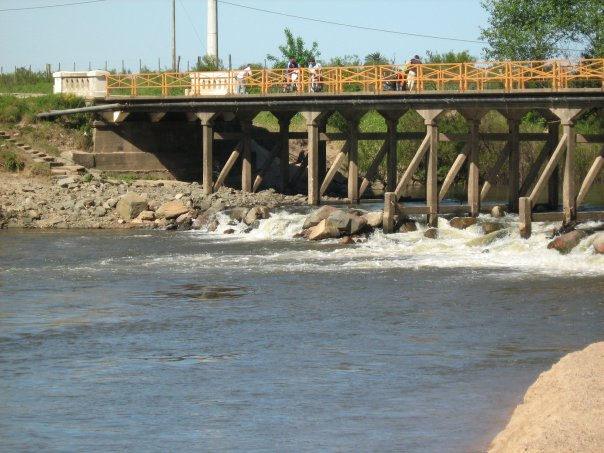
Río Santa Lucía

## Argumento
María Julia Listur, una profesora de Historia proscripta por doce años, se reúne con amigas y quienes fueran compañeras de militancia de la ciudad de Santa Lucía, 40 años después de que comenzara la dictadura cívico militar en Uruguay. Deciden que es momento de contar lo vivido, hacerlo público, y quieren recuperar testimonios de militantes de izquierda y de otras fracciones políticas que fueron perseguidos por el gobierno de facto. Recorren el pueblo, puerta por puerta, y recuperan testimonios que son registrados en formato audiovisual y constituyen este cortometraje documental. Son historias narradas en primera persona sobre los secuestros, las torturas, humillaciones, golpizas, atentados con bombas de alto alcance y otras violaciones a los derechos humanos, que reavivan el debate sobre la impunidad y renuevan la exigencia de memoria, verdad y justicia.